# اسکادران ۱۴۴ اسرائیل
اسکادران ۱۴۴ اسرائیل (انگلیسی: 144 Squadron) گردان هوایی نیروی هوایی اسرائیل است، که با نام اسکادران فینیکس نیز شناخته می‌شود. این اسکادران پهپادهای اسپارک نیتسوت را در پایگاه هوایی هاتزور اداره می‌کند.

## تاریخچه
این اسکادران در سال ۱۹۷۲ در پایگاه هوایی اتزیون نیروی هوایی اسرائیل، در شمال شرقی سینا، نه چندان دور از خلیج عقبه تأسیس شد. اولین هواپیماهایی که توسط اسکادران «نگهبانان آراوا» پذیرفته شدند، هواپیماهای آی‌ای‌آی نشر نیروی هوایی اسرائیل بودند که اولین هواپیمای جنگنده تولید شده توسط صنایع هوافضای اسرائیل طبق برنامه‌های داسو میراژ ۵ فرانسوی بود. شش هواپیمای اول در ۶ سپتامبر ۱۹۷۲ در اتزیون فرود آمدند.
ورود ۵۰ جت میراژ ۵ به دلیل تحریمی که دولت فرانسه در سال ۱۹۶۷ بر تجارت اسلحه با اسرائیل اعمال کرد، متوقف شد. این امر توسعه جت نشر توسط صنایع هوافضای اسرائیل را برای تأمین نیازهای عملیاتی نیروی هوایی اسرائیل تسریع کرد. در جنگ یوم کیپور ۱۹۷۳، این اسکادران ۴۴ هواپیمای دشمن را بدون هیچ گونه تلفات و خساراتی از خود، سرنگون کرد.
در آغاز سال ۱۹۸۲، ساخت پایگاه هوایی جدید اودا، در چند کیلومتری اتزیون، در خاک اسرائیل، در دره اودا، به پایان رسید. این پایگاه به همراه پایگاه هوایی رامون و پایگاه هوایی نواتیم توسط ایالات متحده به عنوان جبرانی برای تخلیه سینا برای مناطق آموزشی وسیع در آنجا و خروج چهار پایگاه هوایی: ایتام، رفیدیم، اوفیرا و اتزیون ساخته شد.
اسکادران ۱۴۴ به خانه جدید خود در اودا نقل مکان کرد و مجهز به جت‌های کفیر سی-۲ بود که توسعه بیشتری از جت نشر بودند. در اواسط دهه ۱۹۸۰، کفیر سی-۷ بهبود یافته به اسکادران «نگهبانان آوارا» رسید. در سال ۱۹۸۸، پس از کاهش شدید بودجه نظامی، آنها تصمیم گرفتند پایگاه هوایی اودا را به عنوان یک شاخه عملیاتی تعطیل کنند و دانشکده هوانوردی به این پایگاه منتقل شد.
بنابراین، اسکادران ۱۴۴ به همراه اسکادران ۱۴۹ در سال ۱۹۸۸ به پایگاه هوایی هاتزور منتقل شدند. در آنجا، آنها جای دو اسکادران کفیر را که به تازگی تعطیل شده بودند، یعنی اسکادران ۱۱۳ و اسکادران ۲۵۴، گرفتند.
اسکادران ۱۴۴ که آخرین اسکادران عملیاتی کفیر بود، به عنوان آخرین اسکادران اف-۱۶ نیز انتخاب شد، زمانی که در سال ۱۹۹۴، ورود این جت‌ها آغاز شد. این جت‌ها هدیه‌ای از سوی ایالات متحده برای تلاش‌های صلح و امنیت اسرائیل و واگذاری سرزمین‌ها در ازای صلح بودند. در پایان سال ۲۰۰۵، این اسکادران تعطیل شد. اسکادران ۱۴۴ از سال ۲۰۲۲ بار دیگر فعالیت خود را آغاز کرد.